# Daniel Levy (Fußballfunktionär)

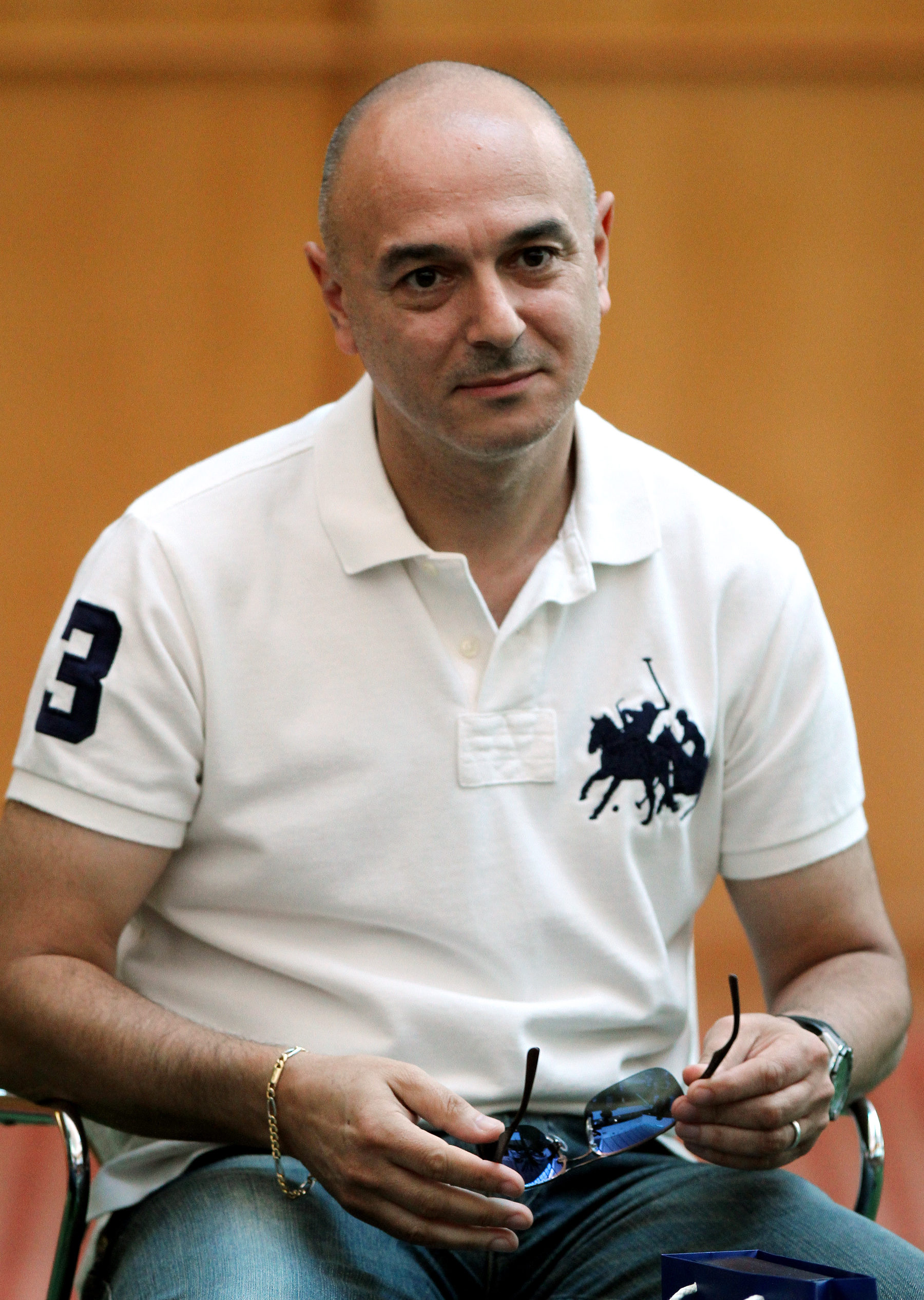
Daniel Levy (2012)

Daniel Philip Levy (* 8. Februar 1962 in Essex) ist ein britischer Unternehmer und der derzeitige Präsident (Chairman) des Fußballvereins Tottenham Hotspur. Er hat diese Position seit 2001 inne und ist damit der derzeit am längsten amtierende Präsident der Premier League. Er besitzt zudem 29,4 % der Anteile an ENIC Group (English National Investment Company), einer Investmentgesellschaft, in deren Mehrheitsbesitz sich die Tottenham Hotspur befinden.

## Laufbahn
Levy wurde in Essex als Kind einer jüdischen Familie geboren. Sein Vater Barry Levy war der Besitzer eines Bekleidungsgeschäfts, Mr. Byrite (später umbenannt in Blue Inc). Er studierte Wirtschaft am Sidney Sussex College in Cambridge und graduierte 1985. Nach seinem Abschluss arbeitete er unter anderem für das Unternehmen seiner Familie und im Immobiliengeschäft. Anschließend gründete er eine Geschäftsvereinigung mit Joe Lewis und schloss sich einer Investmentgesellschaft namens ENIC an, die sich auf Investitionen in Sport (insbesondere Fußball), Unterhaltung und Medien spezialisierte. Levy wurde 1995 zum Geschäftsführer von ENIC.
ENIC und Levy versuchten bereits im Juli 1998, Tottenham Hotspur von Alan Sugar zu kaufen; dieser Übernahmeversuch scheiterte jedoch. Ein weiterer Versuch wurde im Juli 2000 unternommen, der jedoch erneut abgelehnt wurde. Die zunehmende Feindseligkeit der Fans gegenüber Sugar veranlasste ihn dann schließlich zum Verkauf. Am 20. Dezember 2000 wurde Levy in den Vorstand von Tottenham Hotspur berufen, nachdem ENIC 27 % der Anteile an Tottenham von Sugar für 22 Mio. Pfund gekauft hatte. Im Februar 2001 wurde Levy Präsident der Spurs. ENIC, erhöhte die Beteiligung mit der Zeit und erlangte so die Kontrolle über den Klub, nachdem die verbleibenden Anteile von Sugar im Jahr 2007 für 25 Mio. Pfund sowie weitere Anteile gekauft und schließlich 85,55 % von Tottenham erworben wurden. Seit 2012 befindet sich der Klub in Privatbesitz von ENIC.
Unter der Führung von Levy konnten die Spurs zu einem der sportlich und wirtschaftlich erfolgreichsten Vereine Englands aufsteigen. Im Vergleich zu anderen Klubs der Premier League betrieb der Verein eine deutlich sparsamere Politik hinsichtlich teurer Transfers und Spielergehältern. In der Saison 2017/18 machten die Spurs einen Gewinn von 113 Millionen Pfund nach Steuern, was der bisher größte Jahresgewinn eines Fußballklubs war. Unter seiner Leitung bezogen die Spurs 2019 das neue Tottenham Hotspur Stadium, welches die White Hart Lane ersetzte. Die Baukosten beliefen sich auf ca. eine Milliarde Pfund. Im selben Jahr erreichte der Verein das Finale der UEFA Champions League 2018/19. 

## Sonstiges
Levy besuchte in den 1960ern das erste Mal ein Spiel der Tottenham Hotspur und ist seitdem Fan des Klubs. Er ist mit seiner früheren Assistentin Tracy Dixon verheiratet und hat vier Kinder. Im November 2017 wurde Levy bei den Football Business Awards zum CEO des Jahres gewählt.
In der Saison 2016/17 war er der bestbezahlte Funktionär in der Premier League mit einer jährlichen Vergütung von 6 Millionen Pfund.
2019 war er der bestbezahlte Manager im englischen Fußball mit acht Millionen Pfund.